# Hidros 3
Albums par Sonic Youth
Sonic Nurse
(2004) Rather Ripped
(2006)
Albums par Mats Gustafsson
Off-Road (avec David Grubbs)
(2003) How to Raise an Ox (de Zu)
(2005)
Hidros 3 est un album du groupe de rock avant-gardiste américain Sonic Youth, réalisé avec le jazzman suédois Mats Gustafsson et d'autres amis du groupe.
Il est enregistré en live en octobre 2000 et publié en septembre 2004 sur le label Smalltown Supersound et est dédié à Patti Smith.

## Présentation
- Si vous ne connaissez pas le sujet, laissez ce bandeau (vous pouvez alors contacter les auteurs).
- Si vous supprimez le contenu mis en cause (vous pouvez préalablement contacter les auteurs),

argumentez précisément cette suppression dans la page de discussion
(un manque de référence n'est pas un argument ; une recherche réelle de référence doit avoir été effectuée, être formellement documentée).
C'est un disque entièrement expérimental: il n'y a pas de vraie mélodie, et la voix ne suit pas le rythme des instruments ; de plus on ne peut pas toujours reconnaitre les instruments. Tous les morceaux sont enchainés car le disque a été enregistré en live, puis produit par Jim O'Rourke.

## Liste des titres
Toutes les paroles sont écrites par Kim Gordon, toute la musique est composée par Mats Gustafsson.
| 1.    | Part 1 : Intro           | 2:41  |
| 2.    | Part 2 : Voice           | 17:40 |
| 3.    | Part 3 : Contrabass sax  | 6:01  |
| 4.    | Part 4 : Voice           | 2:00  |
| 5.    | Part 5 : Processed voice | 11:58 |
| 6.    | Part 6 : Voice           | 1:58  |
| 7.    | Part 7 : Contrabass sax  | 6:15  |
| 8.    | Part 8 : Processed voice | 9:53  |
| 9.    | Part 9 : Voice           | 8:06  |
| 66:33 |                          |       |

## Composition du groupe

### Solistes
- Kim Gordon : chant (Voice)
- Lindha Kallerdahl : voix modifiée (Processed Voice)
- Mats Gustafsson : saxophone contrebasse (Contrabass Sax)

### Autres
- Thurston Moore : guitare
- Lee Ranaldo : guitare, clochettes et électroniques live
- Loren Connors : guitare
- Steve Shelley : guitare
- David Stackenäs : guitare acoustique amplifiée
- Lotta Melin : audiobox
- Jim O'Rourke : mixage

### Chroniques
- (en) Martin Longley, « Mat Gustafsson/Sonic Youth with friends Hidros 3 Review », sur BBC, 2004 (consulté le 15 février 2020)
- (en) Chris Kelsey, « Mats Gustafsson and Sonic Youth: Hidros 3 », sur Jazz Times, 1er mars 2005 (consulté le 15 février 2020)
- (en) Stewart Lee, « Mats Gustafsson/Sonic Youth with Friends: Hidros 3 », sur The Times, 19 septembre 2004 (consulté le 15 février 2020)
- (sv) Andreas Nordström, « Mats Gustafsson/Sonic youth: "Hidros 3" - musik recensioner », sur Expressen, 9 décembre 2004 (consulté le 15 février 2020)
- (en) Kevin Hainey, « Mats Gustafsson, Sonic Youth and Friends - Hidros 3 - Music Reviews », sur Exclaim!, 1er décembre 2004 (consulté le 15 février 2020)